# Corrente mental
A corrente ou contínuo mental (citta-santāna) na filosofia budista é o continuum momento a momento (sânscrito: saṃtāna) de impressões sensoriais e fenômenos mentais, que também é descrito como continuando de uma vida para outra.

## Definição
Citta-saṃtāna (sânscrito), literalmente "a corrente da mente", é a corrente dos momentos sucessivos da mente ou da consciência. Ele fornece uma continuidade da personalidade na ausência de um "si" permanentemente permanente (Atman) (ver Filosofia do si#Budismo). O fluxo mental fornece uma continuidade de uma vida para outra, semelhante à chama de uma vela que pode ser passada de uma vela para outra: William Waldron escreve que "os budistas indianos veem a 'evolução' mente em termos da continuidade das correntes mentais individuais de uma vida para a outra, com o karma como o mecanismo causal básico pelo qual as transformações são transmitidas de uma vida para a outra."
Segundo Waldron, "[o] fluxo mental (santāna) aumenta gradualmente pelas aflições mentais (kleśa) e pelas ações (karma), e segue novamente para o próximo mundo. Dessa maneira, o círculo da existência é sem começo."
As "impressões cármicas" das vāsanās fornecem a continuidade cármica entre vidas e entre momentos. De acordo com Lusthaus, esses vāsanās determinam como alguém "realmente vê e experimenta o mundo de certas maneiras, e realmente se torna um certo tipo de pessoa, incorporando certas teorias que moldam imediatamente a maneira pela qual experimentamos".

## Etimologia

### Sânscrito
Citta porta o campo semântico de "aquilo que é consciente", "o ato de apreensão mental conhecido como consciência comum", "a mente/coração convencional e relativa". Citta tem dois aspectos: "...Seus dois aspectos são atender a e coletar impressões ou traços (sânscrito: vāsanā) cf. vijñāna". Saṃtāna ou santāna (sânscrito) contém o campo semântico de "eterno", "continuum", "uma série de eventos momentâneos" ou "fluxo de vida".

### Tibetano
Citta é frequentemente renderizado como sems no tibetano e saṃtāna corresponde a rgyud, que contém o campo semântico de "continuum", "stream" e "thread" - portanto,  Citta-saṃtāna é renderizado sems rgyud. Rgyud é o termo que os tradutores tibetanos (tibetano: lotsawa) empregaram para traduzir o termo sânscrito "tantra".
Thugs-rgyud é sinônimo de sems rgyud - Thugs detém o campo semântico: "mente de Buda", "mente (iluminada)", "mente", "alma", "espírito", "propósito", "intenção","perspectiva imparcial","espiritualidade","capacidade de resposta","significância espiritual","consciência","primordial (estado, experiência)","mente iluminada","coração","seio","sentimentos" e às vezes é um homônimo de "citta" (sânscrito). Thugs-rgyud possui o campo semântico "sabedoria", "transmissão", "continuação coração-mente", "mente", "[continuum/corrente da mente]" e "natureza da mente".

### Chinês, coreano e japonês
O equivalente chinês do sânscrito citta-saṃtāna e tibetano sems-kyi rgyud ("mindstream") é xin xiangxu (chinês simplificado: 心相续; chinês tradicional: 心相續). De acordo com o Digital Dictionary of Buddhism, xīn xiāngxù significa "continuação da corrente mental" (do sânscrito citta-saṃtāna ou citta-saṃtati), contrastando com wú xiàngxù 無 相 續 "nenhuma continuidade da corrente mental" (de asaṃtāna ou asaṃdhi) e shì xiāngxù 識相續 "fluxo de consciência" (de vijñāna-saṃtāna).
Este composto combina xin 心 "coração; mente; pensamento; consciência; núcleo" e xiangxu "se sucedem um ao outro", com xiang 相 "forma, aparência, semblante, fenômeno" e xu 續 ou 续 "continuar; prosseguir; suceder". Assim, significa "pensamentos que se sucedem".
Xin xiangxu é pronunciado sim sangsok em coreano e shin sōzoku em japonês.

## Origens e desenvolvimento
A noção de citta-santāna se desenvolveu no pensamento Iogachara posterior, onde citta-santāna substituiu a noção de ālayavijñāna, a "consciência-armazém" em que as sementes cármicas foram armazenadas. Não é uma "entidade permanente, imutável e transmigratória", como o atman, mas uma série de consciências momentâneas.
Lusthaus descreve o desenvolvimento e as relações doutrinárias da consciência-armazém (ālaya-vijñāna) e da natureza de Buda (tathāgatagarbha) no Yogācāra. Para evitar a reificação do ālaya-vijñāna, 
A ala lógico-epistemológica em parte contornou a crítica usando o termo citta-santāna, "corrente mental", em vez de ālaya-vijñāna, pelo que equivaleu a aproximadamente a mesma ideia. Era mais fácil negar que um "fluxo" representasse um eu reificado.
Dharmakīrti (fl. Século VII) escreveu um tratado sobre a natureza do fluxo mental em seu Substanciação de Outros fluxos mentais (Saṃtãnãntarasiddhi). Segundo Dharmakirti, o fluxo mental era uma sequência temporal sem começo.
A noção de fluxo mental foi desenvolvida a seguir no Vajrayāna (budismo tântrico), em que "corrente mental" (sems-rgyud) pode ser entendida como um fluxo de momentos sucessivos, durante a vida inteira, mas também por entre vidas. O 14º Dalai Lama considera-a como sendo um continuum de consciência, estendendo-se por vidas sucessivas, embora sendo ela anatta (não-self).